# William Sims Bainbridge
William Sims Bainbridge, född den 12 oktober 1940, är en amerikansk sociolog. 

## Verk
Bainbridge studerade vid Choate Rosemary Hall innan han fortsatte till Yale University, Oberlin College och slutligen Boston University. Bainbridge studerade musik och blev pianostämmare. På sina fritid konstruerade han cembalor och klavikorder, där han använde sig av namnet Bainbridge. Han fick sin filosofie doktor i sociologi vid Harvard University och han började studera sociologin bakom religiösa kulter. Bainbridge publicerade sin första bok, The Spaceflight Revolution, 1976 och två år senare publicerades ett av hans mest populära verk, Satan's Power. Vid slutet av 1970-talet och under 1980-talet arbetade Bainbridge mycket med Rodney Stark och tillsammans skrev de böckerna The Future of Religion (1985) och A Theory of Religion (1987). Fram till början av 2000-talet skrev Bainbridge mycket om rymden, religion och psykologi. Han har även studerat sociologin bakom datorspel.